# Synchaeta glacialis
Synchaeta glacialis är en hjuldjursart som beskrevs av Smirnov 1932. Synchaeta glacialis ingår i släktet Synchaeta och familjen Synchaetidae. Inga underarter finns listade i Catalogue of Life.